# Salvia jordanii
El romero moro (Salvia jordanii) es una especie de planta de la familia de las lamiáceas.

## Descripción
Planta leñosa, parecida al romero común, pero con las cálices florales cubiertos de una aparente lanosidad, a la que alude el epíteto específico. Las hojas aparecen algo más pequeñas y los tallos más grisáceos, a la vez que las flores muestran gran variabilidad de colores desde el añil puro hasta el celeste. Puede mantenerse recostada pero cuando pisa suelo tierno, se yergue erecta y puede superar el metro de altura.

## Distribución y hábitat
Desde el norte de África, donde se descubrió, pasa a unas cuantas poblaciones situadas en la zona de la provincia de Almería comprendida entre Gérgal y Carboneras. No se comporta como rupícola estricta, antes bien, prefiere arenales y ramblas.
Se encuentra en peligro de extinción en España.

## Taxonomía
La especie fue descrita inicialmente como Rosmarinus eriocalyx por Claude Thomas Alexis Jordan y Jules Pierre Fourreau y publicada en Breviarum Plantarum Novarum 1: 44, en 1866, actualmente es un sinónimo de esta; y ulteriormente, sería descrita como Salvia jordanii por Jay B. Walker en Taxon 66(1): 141, en 2017.

#### Etimología
Véase: Salvia
jordanii: epíteto latinizado otorgado en honor del botánico francés Claude Thomas Alexis Jordan (1814–1897), quien descubrió originalmente esta especie junto con su homólogo Jules Pierre Fourreau (1844–1871), bajo el nombre Rosmarinus eriocalyx.

#### Híbridos
- Salvia × lavandulacea (de Noé) Roma-Marzio y Galasso, 2019

## Nombres comunes
- Español: romero, romero blanco, romero moro.[7]